# Cacomantis variolosus
El cuco varioloso o cucu variado (Cacomantis variolosus) es una especie de ave cuculiforme de la familia Cuculidae que habita en Oceanía e islas más orientales del Sudeste Asiático. 

## Descripción

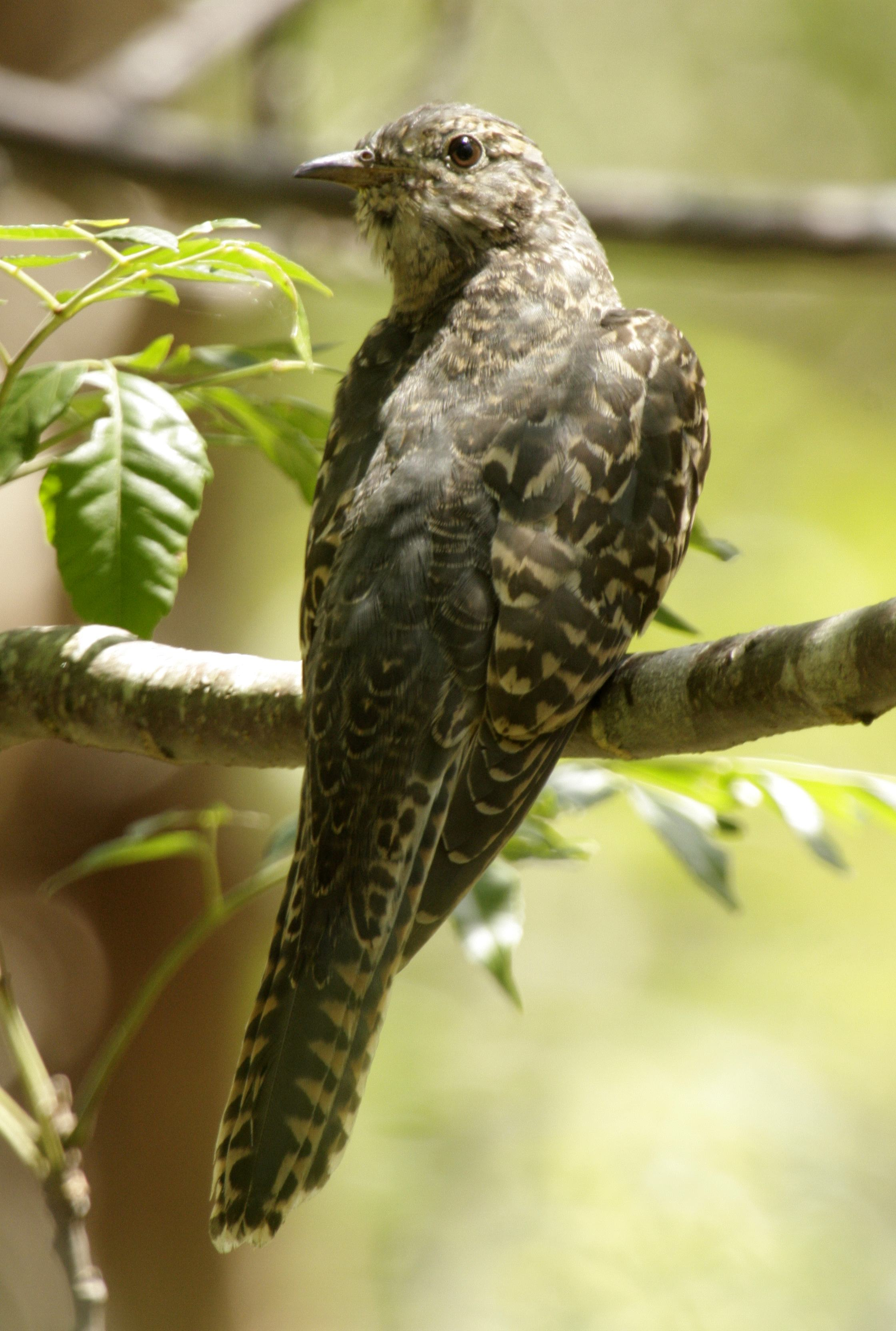
Juvenil en Queensland.

Mide una media de 24 cm de largo. En los adultos el plumaje de la mayor parte de su cuerpo es de color pardo grisáceo uniforme, de tonos más claros en las partes inferiores con el vientre beige. Los juveniles tienen el plumaje de las partes superiores pardo con listas claras y las partes inferiores barradas en blanco y negro.

## Hábitat y población
Es nativo de la costa este de Australia, Indonesia, Papúa Nueva Guinea, islas Salomón, Timor Oriental. Aunque su población no ha sido cuantificada se considera una especie común y estable.